# Carpospiza brachydactyla
El gorrión pálido (Carpospiza brachydactyla) es una especie de gorriones encontrada en Medio Oriente y Asia central. Es la única especie viviente del género Carpospiza. Algunas autoridades lo incluyen en el género Petronia. Otras lo incluyen en la familia de los pinzones (Fringillidae) por sus similitudes en apariencia y conducta, pero la anatomía de su lengua muestra características similares a las de los gorriones. Se lo encuentra en Afganistán, Armenia, Azerbaiyán, Chipre, Yibuti, Egipto, Eritrea, Etiopía, Georgia, Irán, Irak, Israel, Jordania, Kuwait, Líbano, Omán, Pakistán, Catar, Arabia Saudita, Sudán, Siria, Turquía, Turkmenistán, los Emiratos Árabes Unidos, y Yemen.
Sus hábitats naturales son los matorrales áridos tropicales y subtropicales, y las praderas.